# Scoparia caradjai
Scoparia caradjai là một loài bướm đêm trong họ Crambidae.